# Vitex flava
Vitex flava là một loài thực vật có hoa trong họ Hoa môi. Loài này được Ridl. miêu tả khoa học đầu tiên năm 1929.